# Деформація бортів кар'єрів критична
Деформація бортів кар'єрів критична — величина граничного значення відносного зрушення, що відпо-відає руйнуванню породи. Критичне зрушення є основною деформаційною характеристикою порід, по якій оцінюється ступінь стійкості бортів кар'єрів на будь-який момент часу шляхом порівняння деформацій, що спостерігаються, зрушень прибортового масиву з критичними величинами зрушень порід, встановленими лабораторними випробовуваннями порід або натурними спостереженнями за деформаціями укосів, що обрушилися, в аналогічних умовах.
КУТ НАХИЛУ БОРТА КАР'ЄРУ — кут у вертикальній площині, розташованій нормально до простягання борта кар'єру, утворений лінією, яка з'єднує верхній та нижній контури кар'єру з їх проєкцією на горизонтальну площину.